# Ågård
Ågård is een plaats in de Deense regio Zuid-Denemarken, gemeente Vejle. De plaats telt 1291 inwoners (2008).